# Правдин-Эвестов, Михаил Флегонтович
Михаи́л Флего́нтович Пра́вдин-Эве́стов (17 января 1883, Иваново, Иваново-Вознесенская губерния, Российская империя ― 30 января 1949, Йошкар-Ола, Марийская АССР, РСФСР, СССР) ― советский актёр театра. Актёр Республиканского русского драматического театра Марийской АССР (1937―1949). Народный артист Марийской АССР (1946). Заслуженный артист Марийской АССР (1941).

## Биография
Родился 17 января 1883 года в г. Иваново в семье рабочих.
С 20 лет ― актёр любительского театра в родном городе Иваново.
До 1937 года работал актёром в театрах Владивостока, Иркутска, Омска, Архангельска, Воронежа.
В 1937―1949 годах ― артист русской труппы Марийского государственного театра (ныне ― Академический русский театр драмы имени Георгия Константинова). Сценический псевдоним ― Эвестов. Его роли отличали простота игры и правдивость образов.  
В 1946 году ему присвоено звание «Народный артист Марийской АССР». Награждён медалями и Почётной грамотой Президиума Верховного Совета Марийской АССР.
Скончался 30 января 1949 года в г. Йошкар-Оле Марийской АССР.

## Основные роли
Далее представлен список основных ролей М. Правдина-Эвестова:
- Прохор Хапов («Васса Железнова», М. Горький)
- Епиходов («Вишнёвый сад», А. Чехов)
- Лыняев («Волки и овцы», А. Островский)
- Мигаев («Таланты и поклонники», А. Островский)
- Осип («Ревизор», Н. Гоголь)
- Часовщик («Кремлёвские куранты», Н. Погодин)

## Признание
- Народный артист Марийской АССР (1946)[1][2]
- Заслуженный артист Марийской АССР (1941)[1][2]
- Медаль «За трудовую доблесть» (1946)[1][2]
- Почётная грамота Президиума Верховного Совета Марийской АССР (1941)[1][2]